# Жил Кунде
Жил Оливије Кунде (фр. Jules Olivier Koundé, Париз, 12. новембар 1998) је француски фудбалер који тренутно наступа за Барселону. Игра на позицији одбрамбеног играча.

## Успеси
Севиља
- Лига Европе (1) : 2019/20.[4]

 Барселона
- Ла лига (2) : 2022/23,[5] 2024/25.[6]
- Куп Шпаније (1) : 2024/25.[7]
- Суперкуп Шпаније (2) : 2023,[8] 2025.[9]

 Француска
- Лига нација:  2020/21.[10]
- Светско првенство:  2022.[11]

Појединачни
- Идеални тим Лиге Европе: 2019/20.[12]
- Идеални тим Ла лиге: 2021/22,[13] 2022/23.[14]